# 1110
El 1110 (MCX) fou un any comú començat en dissabte del calendari julià.

## Esdeveniments
- Els estats croats de Terra Santa prenen Sidó i Beirut.[1]